# Port lotniczy Paramaribo-Zorg en Hoop
Port lotniczy Paramaribo-Zorg en Hoop (IATA: ORG, ICAO: SMZO) – port lotniczy położony w Paramaribo, stolicy Surinamu.

## Linie lotnicze i połączenia
- Blue Wing Airlines (Georgetown, Kajenna)
- Gum Air
- Kuyake Aviation Group